# Desis tangana
Desis tangana là một loài nhện trong họ Desidae.
Loài này thuộc chi Desis. Desis tangana được miêu tả năm 1955 bởi Carl Friedrich Roewer.